# 水火108
《水火108》（英語：Hero: 108）是由唐扬名创作、改編自《水滸傳》，在卡通频道及其国际有线网络，以及美国Kabillion OnDemand频道播放的動畫影集。系列由Taffy娱乐制作，游戏橘子、红鹰动画、Telegael和特纳娱乐网络国际协助。2010年3月1日首演。

## 主要故事
在遙遠的東方大地上，原本人類與動物共同生存並且相處融洽，直至一支不知哪來的魔箭射進寵臣高球的耳朵，導致他變得聽不懂人類的語言卻能跟動物說話的能力，加上高球挑播動物與人類的關係，導致動物與人類變成仇家並且迫害人類，所幸一群由人類帶領的「梁山軍」兼其首領宋江（後續發現宋江由猴子所喬裝的！）帶領的正義之師--與能使高球感到聞風喪膽、頭痛不已的就是由林沖、孫二娘、雷橫、戴宗與兔子跳跳所組成的五人小隊「陸軍第一突擊小隊」。為了能使動物與人類能夠再次和平共處，於是第一小隊與動物軍團展開漫長又激烈的遊戲戰鬥！

## 集數
| 季數 | 集数 | 集数 | 故事數 | 首播日期     | 首播日期     |
| 季數 | 集数 | 集数 | 故事數 | 首映         | 季终         |
| ---- | ---- | ---- | ------ | ------------ | ------------ |
| 1    | 26   | 26   | 48     | 2010年3月1日 | 2010年4月5日 |
| 2    | 26   | 26   | 47     | 2012年5月6日 | 2012年6月8日 |

## 角色

### 主要角色
- 宋江(猴子王)

梁山首領，被尊稱為大元帥，平時喬裝成人類，但其實是猴子王（只有斑馬兄弟和鸚鵡王知道）
希望人類和動物和平相處，但篤信金錢交流的他總是用黃金來交朋友、而且沒一次成功。嚇到時常說「噢！我的爺爺奶奶呀！」。
- 林沖

外號豹子頭林沖，喜歡繪畫(有時打到一半會跑去畫畫)初期畫的很糟糕後來畫得很好。
可以和豹王跟豹皇后合體，合體後踢毽子會變得很厲害。武器是竹子和竹筍頭做成的長槍。武功最強的梁山好漢。
- 雷橫

個性非常衝動擁有一雙美猴王賜予的火眼，只要吃下他最討厭的香蕉，就能發動其招式「火眼大金睛」。
非常怕黑而且很容易得意忘形。
- 孫二娘

頭上常帶著小夜叉。非常愛美。
只要把種子丟到地上在吐口水就會長出好吃的包子(也會隨著種子的不同讓包子有不同的效果)。
會用他的藍色舌頭進行攻擊(還可以當螺旋槳用)。
孫二娘有一個詛咒，愛慕者對她連說三次「我愛你」便會變成小夜叉
小夜叉會死亡，孫二娘會傷心欲絕直至找到新的小夜叉
- 跳跳(兔子王)

是一隻白色兔子，喜歡做白日夢時他的眼睛會變成「白日夢轉轉眼」。
會讓跟他對上眼的人進入他的白日夢裡面只會講簡單的單字。是個跳繩高手。非常喜歡蟲。

### 反派角色
- 高球

主要大反派，統治東京開封府、總妄想著統治所有動物。
喜歡吃糖葫蘆和看漫畫書。
- 斑馬兄弟

高球的手下，常做些無俚頭的舉動，偶爾還會吵架。喜歡吃糖葫蘆和看漫畫書，只要到滿月時他們的妖怪燈籠就會充滿魔力。